# Munții Areniș
Munții Areniș sunt munți de o altitudine redusă,o subgrupă montană componentă a Munților Banatului.
Cel mai înalt vârf este reprezentat de Cula Arimeșului (649 m).
Localități apropiate sunt: Duleu, Valea Mare, Fârliug, Ezeriș, Bocșa, Bărbosu, Valeapai.
Munții împăduriți cea mai mare parte a suprafeței lor.
Se învecinează cu: Munții Dognecei, Dealurile Pogănișului, Muntele Mic.
În Munții Areniș, s-au găsit obiecte și morminte din perioada dacilor.